# Banská Štiavnica
 Banská Štiavnica  (em alemão Schemnitz , em húngaro Selmécbánya) é uma cidade da Eslováquia, principal cidade do distrito de Banská Štiavnica, na região de Banská Bystrica.
Cravada no Štiavnické vrchy (Monte de Štiavnica), a cidade, de cunho industrial, conserva o seu sistema de habitação medieval.

## História
A partir de 1075, o região começou a ser habitada por uma minoria alemã chamada nos textos medievais de Saxões - Baumgartner, Rubigall e Hallenbach são nomes de famílias que moravam na região - ganhando o direito de ser chamada de cidade ao final de 1244. Entre 1400 e 1550, a técnica de extração de ouro e prata evoluíram muito e o contrato dos mineiros da cidade era prerrogativa da família Fugger de Augsburgo, banqueiros do Império. Na segunda metade do século XVII, a cidade contava com 25 mil habitantes de língua alemã, húngara e eslovaca, e era um terço da população do Reino da Hungria. Uma importantíssima escola de técnica mineradora, aberta em 1735, continuou a funcionar ininterruptamente até 1918. Em 1993 seu centro histórico foi inscrito como Patrimônio Mundial da UNESCO.

## Monumentos
A cidade possui vários monumentos: 
- coluna dedicada à Santíssima Trindade na praça homônima
- Igreja de Santa Catarina, de origem gótica
- Starý zamok ("Castelo Velho"), construído como proteção anti-turca
- Klopačka, edifício de 1544, do tempo do trabalho de mineração
- Igreja gótica de Frauenberg, dedicada à Virgem Maria das Neves
- Piargska brana ("porta da cidade") de 1544 e remanejada em 1751

## Demografia
| Ano:        | 1994   | 2004   | 2014   | 2024   |
| ----------- | ------ | ------ | ------ | ------ |
| Broj ljudi: | 10 582 | 10 814 | 10 191 | 9293   |
| Razlika:    |        | +2,19% | -5,76% | -8,81% |

| Ano:               | 2023 | 2024   |
| ------------------ | ---- | ------ |
| Número de pessoas: | 9339 | 9293   |
| Diferença:         |      | -0,49% |